# Харисов, Ильдар Ирекович
Ильда́р Ире́кович Хари́сов (нем. Ildar Kharissov, тат. Илдар Ирек улы Харисов; род. 1972, Елабуга) — немецкий русскоязычный писатель (прозаик, эссеист, поэт) татарского происхождения, музыковед.

## Биография
Ильдар Харисов родился в 1972 году в Елабуге.
Окончил Казанскую государственную консерваторию.
В 1994 году иммигрировал в Германию. Преподаёт в Свободном университете Берлина. Преподаватель музыкально-исторических и тюркологических дисциплин.

«…В Германии я стал учиться стихами — показывать. Как если бы я был вынужден говорить на чужом языке: легче указать на предмет или взять его, чем объяснять, что и почему ты собираешься сделать. Жест при этом должен быть настолько убедительный, что отпадает необходимость в проговаривании логической цепочки. Может быть, истинная поэзия — всегда разговор на „чужом“ языке?»
— 

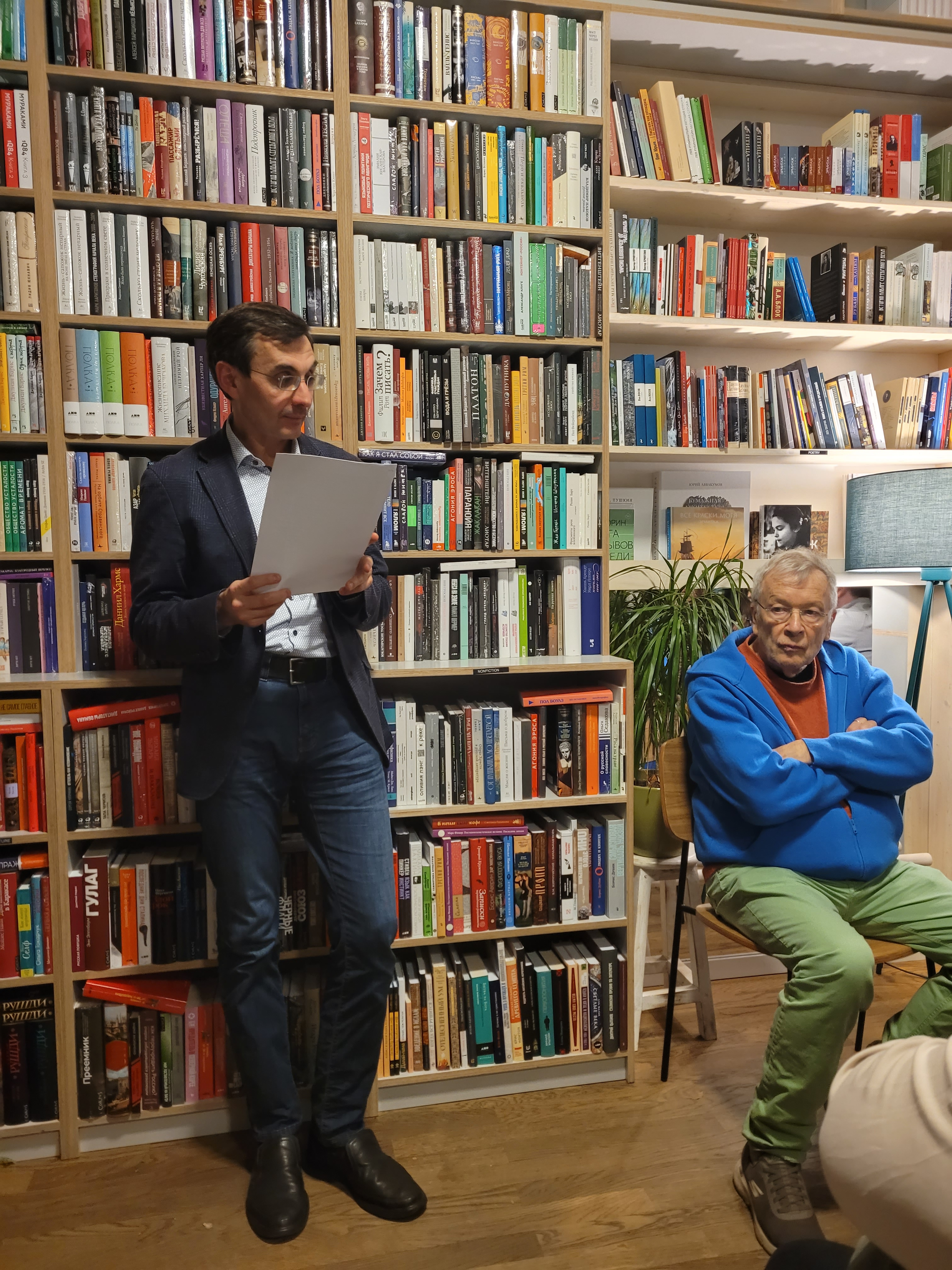
Ильдар Харисов на презентации сборника немецких русскоязычных писателей «Берлин без маски» 25 сентября 2024 года в магазине Babel Books Berlin. Справа — Виктор Ерофеев

Автор трёх книг стихов. Переводил с тюркских и славянских языков на немецкий. Перевёл книгу стихов Ульрики Байль «После шторма» на русский (Берлин, 2012).
Публиковался в журналах и газетах: «Новом журнале» (Нью-Йорк), «Дети Ра», «Футурум Арт», «Новая реальность», «Идель», Kulturwelten, в «Литературной газете», газетах «Поэтоград», «Голос Крыма» и др..
Живёт в Берлине.

## Участие в творческих и общественных организациях
- Член Содружества русскоязычных литераторов Германии (СЛоГ)[4]
- Член Союза писателей XXI века[2]
- Член Союза композиторов России[5][2]

## Литературные премии
- Лауреат премии журнала «Футурум Арт» (2007)[2].